# Ерофеева, Ирина Викторовна
Ирина Викторовна Ерофеева (22 июля 1953, Усть-Каменогорск — 22 ноября 2020, Алма-Ата) — советский и казахский историк, кандидат исторических наук, научный сотрудник Института истории и этнологии имени Ч. Ч. Валиханова, директор Казахского научно-исследовательского института по проблемам культурного наследия номадов (2006—2011).

## Биография
Родилась 22 июля 1953 года в Усть-Каменогорске, Восточно-Казахстанская область. Среди предков, по собственным словам, русские дворяне «тюркского происхождения» и староверы-кержаки. Отец — Виктор Степанович Ерофеев, геолог, доктор геолого-минералогических наук, профессор. Мать — Галина Арсеньевна Ерофеева, библиотекарь, первый и многолетний директор областной детской библиотеки Усть-Каменогорска.
В 1970 году закончила среднюю школу в Усть-Каменогорске. В 1971—1976 годах обучалась в Усть-Каменогорском государственном педагогическом институте на специальности «История и педагогика», окончила с отличием. В 1976—1979 годах обучалась в аспирантуре Института истории, археологии и этнографии имени Ч. Ч. Валиханова АН КазССР в городе Алматы. В 1979 или 1980 году под руководством Б. С. Сулейменова защитила диссертацию «Казахстан второй половины XVIII — первой четверти XIX в. в трудах и записках русских ученых и путешественников» и получила учёную степень кандидата исторических наук.
В 1979—2006 годах работала в Институте истории и этнологии имени Ч. Ч. Валиханова. В 2004 году являлась приглашённым профессором в Высшей школе социальных наук в Париже. В 2006—2011 годах являлась директором Казахского научно-исследовательского института по проблемам культурного наследия номадов, была назначена после смерти Н. Э. Масанова, была уволена в связи с достижением пенсионного возраста. В 2014—2015 годах вновь работала там же ведущим научным сотрудником. С 2016 года работала заведующим отделом Центра сближения культур, была приглашена К. М. Байпаковым.
Умерла 21 или 22 ноября 2020 года в городе Алматы.

## Научная деятельность
Автор более 300 научных статей и более десятка монографий. Основная область интересов — социальная и политическая история Казахстана периода Позднего средневековья и Нового времени. Помимо  работ по истории писала работы по источниковедению, исторической географии, генеалогии, религиоведению и истории культуры.
Писала о казахском хане Абулхаире, о родословных казахских ханов и кожа, о символах казахской государственности, о казахско-джунгарских войнах, об Аныракайской битве, о печатях казахских ханов, о немцах Казахстана и т. д.
В книге «Научное знание и мифотворчество в современной историографии Казахстана», написанной в соавторстве с Н. Э. Масановым и Ж. Б. Абылхожиным, выступала против мифологизации истории, происходящей в Казахстане.

## Награды
- Почётное звание «Лауреат премии Кузбасса» (2015) от губернатора Кемеровской области Амана Тулеева за монографию «Эпистолярное наследие казахской правящей элиты 1675—1821 гг.» (2014)[4].
- Медаль правительства Казахстана «За вклад в развитие культуры книги» (2015)[6].
- Почётный профессор Международного казахско-турецкого университета имени Ходжа Ахмеда Яссауи (г. Туркестан, 2015)[6].
- Знак «За развитие культуры и искусства» (2016) от Совета Межпарламентской ассамблеи СНГ[2].

## Критика
Российский историк Сергей Абашин после смерти Ерофеевой написал, что она «сумела, несмотря на множество
трудностей и соблазнов 1990—2000 гг., сохранить настоящий профессионализм», что для неё «источники были не средством доказать какие-то идеологические тезисы, а способом реконструировать обстановку и события изучаемой эпохи» и что она «изучала не только русские документы, чем грешат многие историки, а приложила много сил для изучения казахских источников для того, чтобы услышать голоса разных сторон, понять многообразие интересов и мотиваций».